# Взрыв в клубе «Эль Ногаль»
Взрыв в клубе «Эль Ногаль» — террористический акт, совершенный 7 февраля 2003 года путём подрыва заминированного автомобиля на парковке ночного клуба «Эль Ногаль» в Боготе, Колумбия. В результате теракта 36 человек погибли и более 200 получили ранения. По данным полиции, организаторами взрыва является группировка ФАРК.

## Организация
Вице-президент Колумбии Франсиско Сантос Кальдерон обвинил партизанскую группу ФАРК, заявив, что нет «ни малейшего сомнения» в том, что они несут ответственность, и что у правительства достаточно доказательств их причастности. Колумбийские власти и следователи с помощью сотрудников ATF из США осмотрели место происшествия и остатки заложенной в автомобиль бомбы. Колумбийская прокуратура связала FARC с взрывом благодаря участию Джона Фредди Ареллана, инструктора по сквошу, который погиб во время взрыва. По данным правительства, Ареллан недавно устроился на работу в клуб и отвёз на стоянку автомобиль со взрывчаткой, который был куплен в конце 2002 года по фальшивым документам. Правительство заявило, что Арреллан был нанят ФАРК, не зная, что бомба взорвется вместе с ним и его дядей, всё ещё находящимися в клубе.

## Последствия

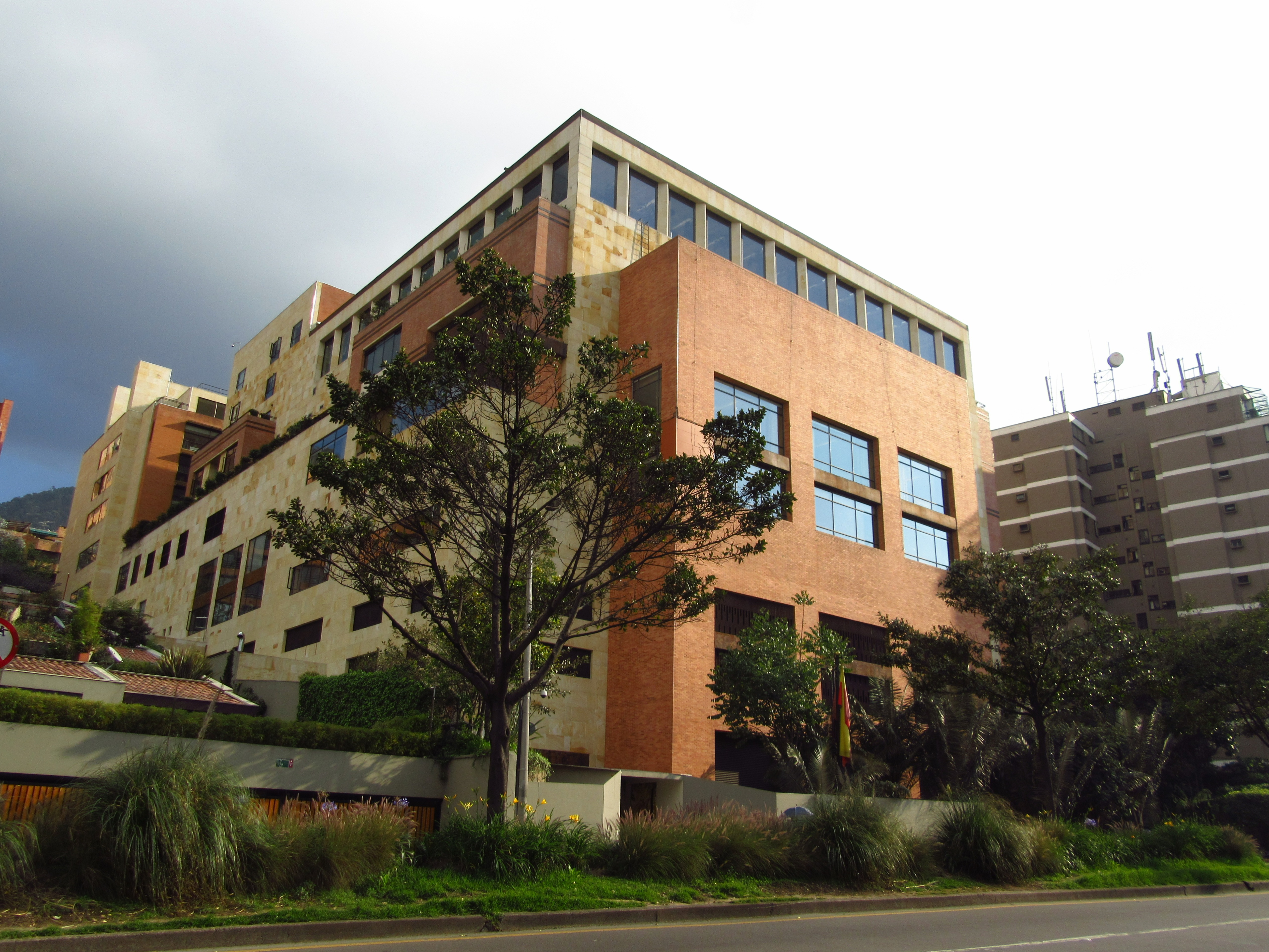
Восстановленное здание клуба в 2018 году

Ни одна из группировок публично не признала своей вины. Совет Безопасности ООН принял резолюцию 1465, осуждающую теракт.
10 марта 2003 года ФАРК заявили о своей непричастности к нападению, назвав его «государственным терроризмом», организованном властями, чтобы сплотить страну против них.
В марте 2008 года колумбийские власти обнародовали документы, которые, как утверждается, были обнаружены в компьютере убитого командира ФАРК «Рауля Рейеса», включая сообщение от 13 февраля 2003 года, в котором «Рейес» назвал нападение «грозным актом» и упомянул об удобстве отказа от ответственности.